# Frederik August II van Saksen
Frederik August Albert Maria Clemens Jozef Vincent Aloysius Nepomuk Johan Baptista Nicolaas Rafaël Peter Xavier Frans de Paula Venantius Felix 
(Pillnitz, 18 mei 1797 — Brennbichl, Tirol, 9 augustus 1854) was de oudste zoon van Maximiliaan van Saksen en Carolina van Parma, dochter van Lodewijk I van Etrurië.
Hij was van 1836 tot 1854 als Frederik August II koning van Saksen, in opvolging van zijn oom Anton die zonder erfgenaam overleed terwijl zijn eigen vader het recht op troonopvolging al in 1830 had verzaakt.
Frederik August werd streng religieus opgevoed. Vervolgens diende hij als officier in de Bevrijdingsoorlogen, maar hij toonde verder nauwelijks interesse in het leger. Hij huwde in 1819 aartshertogin Maria Carolina van Oostenrijk, dochter van keizer Frans II. In 1831 werd hij door zijn oom koning Anton, die zich uit de regering terugtrok, als regent aangesteld. Frederik August loste politieke vraagstukken op uit louter plichtsbesef en in de regel beriep hij zich op zijn ministers. In deze periode werd een liberale grondwet ingevoerd.
Een jaar na Maria Carolina's dood hertrouwde hij met Maria Leopoldine, dochter van Maximiliaan Jozef van Beieren. Na Antons dood in 1836 besteeg hij de Saksische troon. Onder zijn bewind kwamen de stoomvaart en de spoorwegen in Saksen op gang. Hij was op 8 april 1839 persoonlijk aanwezig bij de eerste treinrit van Dresden naar Leipzig.
Na het Revolutiejaar 1848 stelde Frederik August II liberale ministers aan, hief de censuur op en nam hij een liberale kieswet aan voor de beide kamers van de landdag. Toen de tegenstelling tussen de gematigde regering en de radicale landdag zich in het voorjaar van 1849 echter verscherpten, zond hij het parlement heen. Als gevolg hiervan brak op 3 mei de Saksische Meiopstand uit, die echter met hulp van Pruisische troepen werd neergeslagen. De koning en koningin hadden zich inmiddels teruggetrokken en begaven zich pas op 18 augustus 1850 weer onder het volk.
De laatste jaren van zijn leven bracht hij teruggetrokken en in depressiviteit door. Wel reisde hij meermaals naar Tirol, waar hij bergplanten verzamelde. Hij stierf aldaar in 1854. Men speculeerde over zelfmoord, maar de officiële lezing was dat hij bij een wagenongeluk door een paard tegen het hoofd was getrapt. Hij werd begraven in de katholieke hofkerk van Dresden en opgevolgd door zijn broer Johan. Koningin Maria liet te zijner ere op de plaats van het ongeluk in Karrösten een kapel bouwen die heden ten dage nog voor bezoekers toegankelijk is.

## Voorouders
| Voorouders van Frederik August II van Saksen | Voorouders van Frederik August II van Saksen                                       | Voorouders van Frederik August II van Saksen                                       | Voorouders van Frederik August II van Saksen                                       | Voorouders van Frederik August II van Saksen                                       | Voorouders van Frederik August II van Saksen                              | Voorouders van Frederik August II van Saksen                              | Voorouders van Frederik August II van Saksen                              | Voorouders van Frederik August II van Saksen                              |
| -------------------------------------------- | ---------------------------------------------------------------------------------- | ---------------------------------------------------------------------------------- | ---------------------------------------------------------------------------------- | ---------------------------------------------------------------------------------- | ------------------------------------------------------------------------- | ------------------------------------------------------------------------- | ------------------------------------------------------------------------- | ------------------------------------------------------------------------- |
| Overgrootouders                              | August III van Polen (1696-1763) ∞ Maria Josepha van Oostenrijk (1699-1757)        | August III van Polen (1696-1763) ∞ Maria Josepha van Oostenrijk (1699-1757)        | Keizer Karel VII Albrecht (1697-1745) ∞ Maria Amalia van Oostenrijk (1701-1745)    | Keizer Karel VII Albrecht (1697-1745) ∞ Maria Amalia van Oostenrijk (1701-1745)    | Filips van Parma (1720-1765) ∞ Louise Elisabeth van Frankrijk (1727-1759) | Filips van Parma (1720-1765) ∞ Louise Elisabeth van Frankrijk (1727-1759) | Maria Theresia (1717–1780) ∞ 1736 Keizer Frans I Stefan (1708–1765)       | Maria Theresia (1717–1780) ∞ 1736 Keizer Frans I Stefan (1708–1765)       |
| Grootouders                                  | Frederik Christiaan van Saksen (1722-1763) ∞ Maria Antonia van Beieren (1723-1780) | Frederik Christiaan van Saksen (1722-1763) ∞ Maria Antonia van Beieren (1723-1780) | Frederik Christiaan van Saksen (1722-1763) ∞ Maria Antonia van Beieren (1723-1780) | Frederik Christiaan van Saksen (1722-1763) ∞ Maria Antonia van Beieren (1723-1780) | Ferdinand van Parma (1756-1802) ∞ Maria Amalia van Oostenrijk (1746-1804) | Ferdinand van Parma (1756-1802) ∞ Maria Amalia van Oostenrijk (1746-1804) | Ferdinand van Parma (1756-1802) ∞ Maria Amalia van Oostenrijk (1746-1804) | Ferdinand van Parma (1756-1802) ∞ Maria Amalia van Oostenrijk (1746-1804) |
| Ouders                                       | Maximiliaan van Saksen (1759-1838) ∞ Carolina van Parma (1770-1804)                | Maximiliaan van Saksen (1759-1838) ∞ Carolina van Parma (1770-1804)                | Maximiliaan van Saksen (1759-1838) ∞ Carolina van Parma (1770-1804)                | Maximiliaan van Saksen (1759-1838) ∞ Carolina van Parma (1770-1804)                | Maximiliaan van Saksen (1759-1838) ∞ Carolina van Parma (1770-1804)       | Maximiliaan van Saksen (1759-1838) ∞ Carolina van Parma (1770-1804)       | Maximiliaan van Saksen (1759-1838) ∞ Carolina van Parma (1770-1804)       | Maximiliaan van Saksen (1759-1838) ∞ Carolina van Parma (1770-1804)       |
| Frederik August II van Saksen (1797-1854)    |                                                                                    |                                                                                    |                                                                                    |                                                                                    |                                                                           |                                                                           |                                                                           |                                                                           |